# کرن دوتریس
کَرِن دوتریس (انگلیسی: Karen Dotrice؛ ‏ ‎/doʊˈtriːs/‎؛ ‏ doh-TREESE) یک هنرپیشه و صداپیشه اهل انگلستان است.
از فیلم‌ها یا مجموعه‌های تلویزیونی که وی در آن‌ها نقش داشته‌است می‌توان به مری پاپینز آدم کوچولوها وسی و نه پله  اشاره نمود.